# كونغو (مايوت)
كونغو هي ثاني أكبر بلدية في مقاطعة مايوت الفرنسية في الخارج، تقع كونغو في المحيط الهندي، بعد العاصمة مامودزو. وهي تتألف من ست قرى.

## التركيبة السكانية
التطور الديمغرافي للبلدية
| 1985  | 1991  | 1997   | 2002   | 2007   | 2012   |
| ----- | ----- | ------ | ------ | ------ | ------ |
| 3،479 | 6،046 | 10،165 | 15،383 | 19،318 | 26،488 |